# Estación de Escacena
Escacena es una estación de ferrocarril situada en el municipio español de Escacena del Campo, en la provincia de Huelva, comunidad autónoma de Andalucía. Cuenta con servicios de Media Distancia operados por Renfe. Al igual que otras estaciones de la línea Sevilla-Huelva, es de estilo neomudéjar.

## Situación ferroviaria
Las instalaciones se encuentran situadas en el punto kilométrico 51,8 de la línea férrea de ancho ibérico Sevilla-Huelva, a 85 metros de altitud, entre las estaciones de La Palma del Condado y de Carrión de los Céspedes. Este trazado tenía como cabecera histórica la estación de Sevilla-Plaza de Armas.

## Historia
La estación fue abierta al tráfico el 15 de marzo de 1880 con la puesta en funcionamiento de la línea férrea Sevilla-Huelva. La compañía MZA fue la que llevó a cabo las obras. Si bien la concesión inicial no era suya, la adquirió a la Compañía de los Ferrocarriles de Sevilla a Huelva y a las Minas de Río Tinto en 1877 para poder extender su red hasta el oeste de Andalucía. En 1941, con la nacionalización del ferrocarril en España, MZA desapareció y sus líneas fueron integradas en la Red Nacional de los Ferrocarriles Españoles (RENFE). Desde enero de 2005 el ente Adif es la titular de las instalaciones.

## Servicios ferroviarios

### Media Distancia
Los trenes de media distancia que cubren el trayecto Sevilla-Huelva tienen parada en la estación. 
| Línea MD | Trenes | Origen/Destino |  | Destino/Origen |
| -------- | ------ | -------------- |  | -------------- |
| 72       | MD     | Sevilla        |  | Huelva         |